# NGC 5863
NGC 5863 is een balkspiraalstelsel in het sterrenbeeld Weegschaal. Het hemelobject werd in 1886 ontdekt door de Amerikaanse astronoom Ormond Stone.

## Synoniemen
- ESO 581-22
- MCG -3-39-1
- NPM1G -18.0484
- PGC 54160